# Siedmiu braci Cervi
Siedmiu braci Cervi (wł. I sette fratelli Cervi) – włoski film dramatyczny z 1967 roku w reżyserii Gianniego Pucciniego.

## Fabuła
Prawdziwa historia siedmiu włoskich braci, rolników i katolików, którzy stali się komunistami walczącymi o sprawiedliwość i wolność przeciwko faszyzmowi.

## Obsada
- Duilio Del Prete jako Dante Castellucci
- Gino Lavagetto   jako Antenore Cervi
- Rossella Bergamonti jako żona Antenore’a
- Don Backy jako Agostino Cervi
- Gian Maria Volonté jako Aldo Cervi
- Oleg Żakow jako Alcide Cervi
- Elsa Albani jako Genoveffa Cocconi Cervi
- Ruggero Miti  jako Ovidio Cervi
- Benjamin Lev  jako Ettore Cervi
- Massimo Foschi jako Don Pasquino Borghi
- Lisa Gastoni jako Lucia Sarzi
- Carla Gravina jako Verina
- Riccardo Cucciolla jako Gelindo Cervi
- Renzo Montagnani jako Ferdinando Cervi
- Serge Reggiani jako Ferrari
- Andrea Checchi
- Duilio Del Prete jako Dante Castellucci
- Gabriella Pallotta jako żona Agostino Cervi